# Joshua Jackson
Joshua Carter Jackson (Vancouver, 11 juni 1978) is een Canadees acteur.

## Carrière
Jackson werd bekend door zijn rol van Pacey Witter in de populaire tienerserie Dawson's Creek. Vervolgens speelde hij onder meer in de film Cruel Intentions uit 1999 (een hedendaagse remake van Dangerous Liaisons), Gossip en in The Skulls (over het geheime studentengenootschap Skull and Bones).

## Filmografie
- Bibsys: 7061564
- Biblioteca Nacional de España: XX1597183
- Bibliothèque nationale de France: cb14043779g (data)
- Gemeinsame Normdatei: 140426604
- International Standard Name Identifier: 0000 0003 6326 5551
- Library of Congress Control Number: n00031782
- Nationale Bibliotheek van Tsjechië: xx0156237
- Nationale Bibliotheek van Israël: 987007364217605171
- Nederlandse Thesaurus van Auteursnamen: 216437636
- SNAC: w6sf3s1j
- Système universitaire de documentation: 144318326
- Virtual International Authority File: 224884204
- WorldCat: E39PBJth4M8Ywrw8RP6QYVMHG3